# Rotterdam (Nova York)
Rotterdam és una concentració de població designada pel cens dels Estats Units a l'estat de Nova York. Segons el cens del 2000 tenia 20.536 habitants.

## Demografia
Segons el cens del 2000, Rotterdam tenia 20.536 habitants, 8.492 habitatges, i 5.876 famílies. La densitat de població era de 1.144,2 habitants per km².
Dels 8.492 habitatges en un 28,7% hi vivien nens de menys de 18 anys, en un 53,5% hi vivien parelles casades, en un 11,6% dones solteres, i en un 30,8% no eren unitats familiars. En el 27% dels habitatges hi vivien persones soles el 14,3% de les quals corresponia a persones de 65 anys o més que vivien soles. El nombre mitjà de persones vivint en cada habitatge era de 2,41 i el nombre mitjà de persones que vivien en cada família era de 2,91.
Per edats la població es repartia de la següent manera: un 22,9% tenia menys de 18 anys, un 5,6% entre 18 i 24, un 27,5% entre 25 i 44, un 22,9% de 45 a 60 i un 21,1% 65 anys o més.
L'edat mediana era de 41 anys. Per cada 100 dones de 18 o més anys hi havia 86,4 homes.
La renda mediana per habitatge era de 43.330 $ i la renda mediana per família de 50.681 $. Els homes tenien una renda mediana de 36.958 $ mentre que les dones 26.467 $. La renda per capita de la població era de 20.297 $. Entorn del 3,6% de les famílies i el 5,2% de la població estaven per davall del llindar de pobresa.